# Ortésia Cabrera Fuster
Ortésia Cabrera Fuster (Amposta, 1989), conocida con el nombre artístico ivaquexuta, es una artista multidisciplinar y política catalana, que ha trabajado como escritora y curadora de arte. También se ha desenvuelto como narradora, dramaturga, música y traductora.

## Carrera

### Como artista
Forma parte de la Plataforma Asamblearia de Artistas de Cataluña. Sus trabajos artísticos se centran en la coyuntura juvenil en las Terres de l'Ebre, la precariedad laboral de la Generación Y o la situación de las personas neurodivergentes en Cataluña. También trabaja el poscolonialismo, el tercer sector, el arte contemporáneo y la filosofía.
En 2017, dirigió el certamen ExtincióFest del Centro de Arte Lo Pati. En 2018, fue seleccionada en la convocatoria Art Jove de Patrimonio del Museo Nacional de Arte de Cataluña, que al año siguiente acogió su exposición «Una gestió diferent del dolor». En 2021, recibió una beca de producción del centro Hangar, con la que realizó el podcast intimidad forzada en colaboración con la Asociación Asperger de Catalunya. Asimismo, ganó el Concurso de Artes Visuales Premio Miquel Casablancas, organizado por Sant Andreu Contemporani, en la modalidad de mediación. En 2023, participó en la performance «Los escribientes», organizada por Utopía Ramblas en La Rambla, junto con los artistas Cecilia Vieira, Enrique Baeza, Marla Jacarilla y Jordi Vizcaíno. Además, ha expuesto su obra en el Museo de Arte Contemporáneo de Barcelona, la Sala de Arte Joven, el Mèdol - Centre d’Arts Contemporànies de Tarragona y la Biblioteca Pere Anguera.

### Como política
En cuanto a la política, está a favor del independentismo catalán, el movimiento por los derechos LGBTQ+ y la lucha feminista. Se opone al neoliberalismo, el patriarcado, la monarquía española, el Estado español, el racismo, el sexismo, el clasismo, la marginación y el colonialismo.
Ha militado en varios espacios de la izquierda Independentista catalana, como Maulets, Jóvens de les Terres de l'Ebre y el Sindicato de Estudiantes de los Países Catalanes, y ha trabajado también en los medios de comunicación La Directa y L'Escuranda. Además, está vinculada al tejido asociativo ampostino, ha organizado las fiestas alternativas del municipio y se implica localmente en la cultura popular y el movimiento feminista.
En 2024, habiendo pertenecido al Grupo de Apoyo de la CUP de las Terres de l'Ebre, se presentó a las elecciones al Parlamento de Cataluña como tercera candidata del partido a la circunscripción de Tarragona, detrás de Sergi Saladié y Eloi Redon. A raíz de ello, la CUP recibió un alud de críticas, acusada de no respetar la paridad de género en la lista por la inclusión de Cabrera, pese a que esta figurara legalmente en el Registro Civil Español como mujer. Ante la controversia, los partidarios de la formación tildaron las críticas de «machismo» y «transfobia».

## Vida personal
Cabrera se identifica como mujer trans o trans no binaria. Salió del armario en 2022. También se etiqueta como rural, catalana, de clase trabajadora, neurodivergente y discapacitada. Es superviviente de abuso sexual infantil.